# Bert Cameron
Bertland « Bert » Cameron (né le 16 novembre 1959 à Spanish Town) est un athlète jamaïcain, spécialiste du 400 mètres, champion du monde en 1983 à Helsinki.

## Biographie
Il remporte le titre du 400 m lors des championnats d'Amérique centrale et des Caraïbes en 1981, des Jeux du Commonwealth et des Jeux d'Amérique centrale et des Caraïbes en 1982.
En 1983, lors des premiers championnats du monde, à Helsinki, Bert Cameron remporte la première finale de l'histoire de la compétition sur 400 m en s'imposant dans le temps de 45 s 05, devant les Américains Michael Franks et Sunder Nix.
L'année suivante, il est désigné porte-drapeau de la Jamaïque lors de la cérémonie d'ouverture des Jeux olympiques de 1984, à Los Angeles. Il est en bonne voie pour obtenir le titre olympique sur la distance mais doit renoncer après s'être blessé en demi-finale.
Il se classe deuxième des championnats d'Amérique centrale et des Caraïbes de 1985, et deuxième des Jeux panaméricains de 1987
En 1988, aux Jeux olympiques de Séoul, il remporte avec le relais jamaïcain sa seule médaille olympique en terminant deuxième dans l'épreuve du 4 × 400 m. Il se classe par ailleurs sixième de la finale du 400 m après avoir établi la meilleure performance de sa carrière en demi-finale en 44 s 50.

## Palmarès
| Date | Compétition                                      | Lieu           | Résultat | Épreuve   |
| ---- | ------------------------------------------------ | -------------- | -------- | --------- |
| 1978 | Jeux du Commonwealth                             | Edmonton       | 2e       | 4 × 400 m |
| 1981 | Coupe du monde des nations                       | Rome           | 3e       | 400 m     |
| 1981 | Coupe du monde des nations                       | Rome           | 3e       | 4 × 400 m |
| 1981 | Championnats d'Amérique centrale et des Caraïbes | Saint-Domingue | 1er      | 400 m     |
| 1982 | Jeux du Commonwealth                             | Edmonton       | 1er      | 400 m     |
| 1982 | Jeux d'Amérique centrale et des Caraïbes         | La Havane      | 1er      | 400 m     |
| 1983 | Championnats du monde                            | Helsinki       | 1er      | 400 m     |
| 1985 | Championnats d'Amérique centrale et des Caraïbes | Nassau         | 2e       | 400 m     |
| 1987 | Jeux panaméricains                               | Indianapolis   | 2e       | 400 m     |
| 1988 | Jeux olympiques                                  | Séoul          | 6e       | 400 m     |
| 1988 | Jeux olympiques                                  | Séoul          | 2e       | 4 × 400 m |

### Records
| Épreuve | Épreuve   | Performance | Lieu     | Date              |
| ------- | --------- | ----------- | -------- | ----------------- |
| 400 m   | Plein air | 44 s 50     | Séoul    | 26 septembre 1988 |
| 400 m   | Salle     | 46 s 93     | Budapest | 4 mars 1989       |